# ラフアンドロードスポーツ
株式会社ラフアンドロードスポーツは神奈川県横浜市港南区に本社を置くオートバイ用品を販売する企業で、自社開発製品も販売している。

## 沿革
- 1983年3月 - 創立
- 1987年4月 - 株式会社に変更